# Volksbank Pirna
Die Volksbank Pirna eG ist eine Genossenschaftsbank mit Sitz in Pirna.

## Geschichte
Die Volksbank Pirna eG wurde am 3. März 1858 gegründet und fusionierte 2009 mit der Raiffeisenbank Neustadt (Sachs.) eG mit dem Sitz in Sebnitz letztmals mit einer weiteren Genossenschaftsbank. Im Jahr 1999 erfolgte die Fusion mit der Raiffeisenbank Pirna.
Im Jahr 2022 fusionierte die Volksbank Pirna mit der Gemeinnützigen Wohnungsgenossenschaft Sebnitz sowie im Jahr 2023 mit der Gemeinnützigen Wohnungsgenossenschaft eG Pirna-Copitz.

## Geschäftsausrichtung
Die Volksbank Pirna betreibt das Universalbankgeschäft. Im Verbundgeschäft arbeitet sie mit der DZ Bank, R+V Versicherung, Bausparkasse Schwäbisch Hall, Teambank, VR Leasing,  DZ Hyp und der Union Investment zusammen.

## Geschäftsgebiet
Das Geschäftsgebiet liegt im Landkreis Sächsische Schweiz-Osterzgebirge.
An diesen Orten betreibt die Bank Filialen:
- Pirna (Hauptstelle, jur. Sitz + 1 weitere Geschäftsstelle)
- Bad Schandau (Geschäftsstelle)
- Bad Gottleuba-Berggießhübel (Geschäftsstelle)
- Dürrröhrsdorf (Geschäftsstelle)
- Heidenau (Geschäftsstelle)
- Neustadt in Sachsen (Geschäftsstelle)
- Sebnitz (Geschäftsstelle)
- Stolpen (Geschäftsstelle)
- Rathen (SB-Geschäftsstelle)
- Lohmen (SB-Geschäftsstelle)

## Kritik
Im November 2023 veröffentlichten der Tagesspiegel und die Plattform Correctiv Rechercheergebnisse, nach denen die Volksbank Pirna „Geschäfte mit Linksradikalen, mit Rechtsradikalen und russischen Propagandisten“ macht, die keinen erkennbaren örtlichen bzw. regionalen Bezug zu Pirna haben. Zu den Kunden zählen demnach beispielsweise die stalinistische Kleinpartei Marxistisch-Leninistische Partei Deutschlands (MLPD), der rechtsextreme Pegida-Verein aus Dresden, ein Unternehmen mit Sitz in Berlin aus dem Umfeld des als Verschwörungsideologen bezeichneten Journalisten Ken Jebsen und die im staatlichen russischen Auftrag agierende internationale Nachrichtenagentur Ruptly mit Sitz in Berlin, die zum von der EU sanktionierten Sender RIA Novosti gehört. Die Spenden zur Gründung der Partei Bündnis Sahra Wagenknecht mit Sitz in Berlin wurden von dem Gründungsverein bei der Volksbank Pirna gesammelt.